# Therese Alshammar
Malin Therese Alshammar, född 26 augusti 1977 i Duvbo i Sundbyberg, är en svensk tävlingssimmare. Sammanlagt har hon (fram till 2014) tagit 72 internationella mästerskapsmedaljer, vilket gör Alshammar till den näst bästa europeiska simmare som tagit flest internationella mästerskapsmedaljer genom tiderna, efter Sarah Sjöström.

## Karriär
Alshammar var först specialiserad på ryggsim, innan hon i slutet av 1990-talet gick över till frisim och senare även fjärilsim. Hon debuterade internationellt vid europamästerskapen i långbana, i Sheffield 1993, med en fjärdeplats på 100 m ryggsim. Hon etablerade sig på allvar i yppersta världseliten 2000, genom segrar och världsrekord på såväl 50 och 100 m frisim på världsmästerskapen i kortbana, och senare samma år dubbel europamästare på samma distanser men då i 50m-bassäng. Vid OS i Sydney 2000 blev hon tvåa efter holländskan Inge de Bruijn på både 50 och 100 m frisim. Vid VM i långbana året därpå, 2001, tog hon silver på både 50 m frisim och 50 m fjäril, på båda distanserna slagen av Inge de Bruijn. Vid OS i Aten 2004 blev hon fyra, endast fyra hundradelar från silvret, efter att ha slagits om guldet med Inge de Bruijn, men glidit avstannande sista metern i mål. Hon blev världsmästare i långbana på 50 m fjärilsim 2007, och tog på samma vm silver på 50 m frisim bakom australiensiskan Lisbeth Lenton. Hösten 2007 slog hon sitt svenska rekord på 50 m frisim från OS 2000 med 24,23, vilket var världsårsbästa och den näst snabbaste tiden genom tiderna efter Inge de Bruijns guldtid från OS 2000. Den 26 december 2008 flyttade Alshammar till Sydney, New South Wales, Australien. 2008 och 2009 kom nya baddräkter i gummi, som kom att förbjudas till årsskiftet 2010, och som förändrade förutsättningarna för simningen, synbarligen till Alshammars nackdel. Vid OS-semifinalen i Peking 2008 missade hon finalen på 50 m frisim efter att baddräkten hade spruckit strax innan loppet. 2009 tog hon ännu VM-silver i långbana på 50 m frisim, denna gång efter tyskan Britta Steffen. Hon blev världsmästare i långbana på 50 m frisim 2011. 
Hon hade världsrekordet på 50 m fjärilsim, såväl i långbana som i kortbana. Det senare slog hon den 11 november 2009 vid världscuptävlingar i Eriksdalsbadet i Stockholm. Hon har haft världsrekordet på 50 m och 100 m frisim i kortbana. Hon har även haft världsrekordet på 100 m medley i kortbana med tiden 58,51 under en kort period 2009.
Hon tränade 1997–1999 i USA och tävlade för University of Nebraska-Lincoln. 1999–2001 tränade hon i Tyskland under ledning av Dirk Lange. Därefter tränade hon bland annat i London. Från 2003 tränas hon av Johan Wallberg. Åren 2009–2012 bodde och tränade hon under vinterhalvåren i Australien. Efter OS 2012 flyttade hon till Schweiz (Tenero vid Lago Maggiore) tillsammans med sin tränare och sambo Johan Wallberg.
Hon är vinnare av Victoriastipendiet år 2000 och utsedd till årets idrottskvinna och årets kvinnliga idrottare 2000. Alshammar blev under SM i simning i Uppsala 2006 den svenska simmare som vunnit flest individuella SM-guld genom tiderna.
Silvret på 4x100 m medley på EM i Budapest 2010 var Alshammars 67:e mästerskapsmedalj i EM, VM och OS. Alshammar hade ett mycket framgångsrikt år 2010. Internationella simförbundet, Fina, röstade fram henne som bästa kvinnliga simmare under 2010.  Alshammar vann den totala världscupen och tog även två medaljer vid VM-tävlingarna i Dubai.
Vid världsmästerskapen i simning 2011 i Shanghai på långbana (50 meter) tog hon silver på 50 meter fjäril samt guld på 50 meter fritt. Därmed blev hon den äldsta segraren i VM:s historia.
Cirka en månad innan OS i London 2012 drabbades hon av en skada men vid OS tog hon sig ändå till final på 50 m frisim, där hon blev 6:a.
I en intervju med DN berättade då 39-åriga Alshammar att kortbane-SM i Eriksdalsbadet i Stockholm den 4–8 november 2016 skulle bli hennes sista tävling på elitnivå. Där simmade hon 50 meter frisim och knep silvermedaljen.

## Familj
Alshammar är dotter till simmaren Britt-Marie Smedh. Hon växte upp i Duvbo i Sundbyberg med sina föräldrar och sina yngre systrar. I maj 2013 blev Alshammar och hennes pojkvän Johan Wallberg, som också är hennes tränare, föräldrar för första gången då de fick en son. Hon avstod därför VM den sommaren och gjorde ett uppehåll från tävlande fram till hösten.

## Priser och utmärkelser
- Årets prestation (2011)
- Årets kvinnliga idrottare (2000 och 2011)
- Svenska Dagbladets guldmedalj (2011)
- Victoriastipendiet (2000)
- Jerringpriset (2010)
- Årets idrottskvinna (2000)
- Stockholms stads S:t Eriksmedaljen i guld (2007)
- H.M. Konungens medalj i 8:e storleken (2012)